# Бырзия
Бырзи́я (болг. Бързия) — село в Болгарии. Находится в Монтанской области, входит в общину Берковица. Население составляет 1500 человек.